# Uganda na Letnich Igrzyskach Olimpijskich 2020
Uganda na Letnich Igrzyskach Olimpijskich 2020 – występ kadry sportowców reprezentujących Ugandy na igrzyskach olimpijskich, które odbyły się w Tokio w Japonii, w dniach 23 lipca - 8 sierpnia 2021 roku.
Reprezentacja Ugandy liczyła dwudziestu pięciu zawodników - dwunastu mężczyzn oraz trzynaście kobiet, którzy wystąpili w 4 dyscyplinach.
Był to szesnasty start tego kraju na letnich igrzyskach olimpijskich.

## Zdobyte medale
| Medal  | Zawodnik         | Dyscyplina    | Konkurencja                          | Rezultat | Data       |
| ------ | ---------------- | ------------- | ------------------------------------ | -------- | ---------- |
| Złoto  | Peruth Chemutai  | Lekkoatletyka | Bieg na 3000 m z przeszkodami kobiet | 9:01,45  | 4 sierpnia |
| Złoto  | Joshua Cheptegei | Lekkoatletyka | Bieg na 5000 m mężczyzn              | 12:58,15 | 6 sierpnia |
| Srebro | Joshua Cheptegei | Lekkoatletyka | Bieg na 10 000 m mężczyzn            | 27:43,63 | 30 lipca   |
| Brąz   | Jacob Kiplimo    | Lekkoatletyka | Bieg na 10 000 m mężczyzn            | 27:43,88 | 30 lipca   |

## Reprezentanci

### Boks
Mężczyźni
| Zawodnik              | Konkurencja  | 1/16             | 1/8              | Ćwierćfinał      | Półfinał         | Finał            | Finał   |
| Zawodnik              | Konkurencja  | Przeciwnik Wynik | Przeciwnik Wynik | Przeciwnik Wynik | Przeciwnik Wynik | Przeciwnik Wynik | Miejsce |
| --------------------- | ------------ | ---------------- | ---------------- | ---------------- | ---------------- | ---------------- | ------- |
| Shadiri Bwogi         | waga lekka   | BYE              | Madiev P 1–3     | NQ               | NQ               | NQ               | NQ      |
| Kavuma David Ssemujju | waga średnia | Nemouchi P 0–5   | NQ               | NQ               | NQ               | NQ               | NQ      |

Kobiety
| Zawodniczka       | Konkurencja       | 1/16             | 1/8              | Ćwierćfinał      | Półfinał         | Finał            | Finał   |
| Zawodniczka       | Konkurencja       | Przeciwnik Wynik | Przeciwnik Wynik | Przeciwnik Wynik | Przeciwnik Wynik | Przeciwnik Wynik | Miejsce |
| ----------------- | ----------------- | ---------------- | ---------------- | ---------------- | ---------------- | ---------------- | ------- |
| Catherine Nanziri | waga musza kobiet | Namiki P 0–5     | NQ               | NQ               | NQ               | NQ               | NQ      |

### Lekkoatletyka
Mężczyźni
| Zawodnik          | Konkurencja                   | Runda 1  | Runda 1 | Półfinał | Półfinał | Finał    | Finał   |
| Zawodnik          | Konkurencja                   | Czas     | Miejsce | Czas     | Miejsce  | Czas     | Miejsce |
| ----------------- | ----------------------------- | -------- | ------- | -------- | -------- | -------- | ------- |
| Ronald Musagala   | Bieg na 1500 m                | DNF      | DNF     | NQ       | NQ       | NQ       | NQ      |
| Oscar Chelimo     | Bieg na 5000 m                | 13:39,07 | 15. Q   | N/A      | N/A      | 13:44,45 | 16.     |
| Joshua Cheptegei  | Bieg na 5000 m                | 13:30,61 | 5. Q    | N/A      | N/A      | 12:58,15 | złoto   |
| Jacob Kiplimo     | Bieg na 5000 m                | 13:30,40 | 4. Q    | N/A      | N/A      | 13:02,40 | 5.      |
| Joshua Cheptegei  | Bieg na 10000 m               | N/A      | N/A     | N/A      | N/A      | 27:43,63 | srebro  |
| Jacob Kiplimo     | Bieg na 10000 m               | N/A      | N/A     | N/A      | N/A      | 27:43,88 | brąz    |
| Stephen Kissa     | Bieg na 10000 m               | N/A      | N/A     | N/A      | N/A      | DNF      | DNF     |
| Albert Chemutai   | Bieg na 3000 m z przeszkodami | 8:29,81  | 29.     | N/A      | N/A      | NQ       | NQ      |
| Felix Chemonges   | Maraton                       | N/A      | N/A     | N/A      | N/A      | 2:20:53  | 51.     |
| Stephen Kiprotich | Maraton                       | N/A      | N/A     | N/A      | N/A      | DNF      | DNF     |
| Fred Musobo       | Maraton                       | N/A      | N/A     | N/A      | N/A      | 2:18:39  | 44.     |

Kobiety
| Zawodniczka         | Konkurencja                   | Runda 1  | Runda 1 | Półfinał | Półfinał | Finał    | Finał   |
| Zawodniczka         | Konkurencja                   | Czas     | Miejsce | Czas     | Miejsce  | Czas     | Miejsce |
| ------------------- | ----------------------------- | -------- | ------- | -------- | -------- | -------- | ------- |
| Leni Shida          | Bieg na 400 m                 | 52,48    | 31.     | NQ       | NQ       | NQ       | NQ      |
| Halimah Nakaayi     | Bieg na 800 m                 | 2:00,92  | 10. q   | 2:04,44  | 24.      | NQ       | NQ      |
| Winnie Nanyondo     | Bieg na 800 m                 | 2:02,02  | 26. Q   | 1:59,84  | 13.      | NQ       | NQ      |
| Winnie Nanyondo     | Bieg na 1500 m                | 4:02,24  | 2. Q    | 4:01,64  | 11. Q    | 3:59,80  | 7.      |
| Esther Chebet       | Bieg na 5000 m                | 15:11,47 | 25.     | N/A      | N/A      | NQ       | NQ      |
| Sarah Chelangat     | Bieg na 5000 m                | 15:59,40 | 36.     | N/A      | N/A      | NQ       | NQ      |
| Prisca Chesang      | Bieg na 5000 m                | 15:25,72 | 30.     | N/A      | N/A      | NQ       | NQ      |
| Mercyline Chelangat | Bieg na 10000 m               | N/A      | N/A     | N/A      | N/A      | 33:10,90 | 24.     |
| Peruth Chemutai     | Bieg na 3000 m z przeszkodami | 9:12,72  | 2. Q    | N/A      | N/A      | 9:01,45  | złoto   |
| Juliet Chekwel      | Maraton                       | N/A      | N/A     | N/A      | N/A      | 2:53:40  | 69.     |
| Immaculate Chemutai | Maraton                       | N/A      | N/A     | N/A      | N/A      | 2:32:23  | 16.     |

### Pływanie
Mężczyźni
| Zawodnik        | Konkurencja        | Eliminacje | Eliminacje | Półfinał | Półfinał | Finał | Finał   |
| Zawodnik        | Konkurencja        | Czas       | Miejsce    | Czas     | Miejsce  | Czas  | Miejsce |
| --------------- | ------------------ | ---------- | ---------- | -------- | -------- | ----- | ------- |
| Atuhaire Ambala | 100 m st. dowolnym | 54,23      | 63.        | NQ       | NQ       | NQ    | NQ      |

Kobiety
| Zawodniczka     | Konkurencja       | Eliminacje | Eliminacje | Półfinał | Półfinał | Finał | Finał   |
| Zawodniczka     | Konkurencja       | Czas       | Miejsce    | Czas     | Miejsce  | Czas  | Miejsce |
| --------------- | ----------------- | ---------- | ---------- | -------- | -------- | ----- | ------- |
| Kirabo Namutebi | 50 m st. dowolnym | 26,63      | 47.        | NQ       | NQ       | NQ    | NQ      |

### Wioślarstwo
| Zawodniczka          | Konkurencja | Eliminacje | Eliminacje | Repasaże | Repasaże  | Ćwierćfinały | Ćwierćfinały | Półfinały | Półfinały | Finał   | Finał   |
| Zawodniczka          | Konkurencja | Czas       | Miejsce    | Czas     | Miejsce   | Czas         | Miejsce      | Czas      | Miejsce   | Czas    | Miejsce |
| -------------------- | ----------- | ---------- | ---------- | -------- | --------- | ------------ | ------------ | --------- | --------- | ------- | ------- |
| Kathleen Grace Noble | W1x         | 8:21,85    | 5. (R)     | 8:36,01  | 3. (PE/F) | NQ           | NQ           | 8:31,67   | 2. (FE)   | 8:07,00 | 20.     |